# Gustav Edelhoff
Gustav Edelhoff  (* 26. Juli 1900 in Deilinghofen; † 26. Juni 1986 in Iserlohn) war ein deutscher Entsorgungsunternehmer.

## Leben
Nach einer Schlosserlehre und einer zeitgleich besuchten Abend-Handelsschule wurde er im April 1924 von der Stadt Iserlohn als Schlosser und Kraftfahrer eingestellt. Dem Gesellenbrief für Automechaniker folgte 1930 der Meistertitel. In den Jahren bei der Städtereinigung in Iserlohn entwickelte Gustav Edelhoff eine neuartige Kehrbürste, die den Austausch der schnell verschleißenden Borsten aus Piassava erleichterte. 1932 wurde Gustav Edelhoff zum Leiter des städtischen Fuhrparks befördert. In der Folge trieb er die Umstellung auf die neuen System-Ascheeimer des Herstellers Schmidt & Melmer voran. Die Müllabfuhr von Iserlohn war 1935 komplett motorisiert – als erste Stadt im weiten Umkreis. Am Zweiten Weltkrieg nahm Gustav Edelhoff für zwei Jahre als Schirrmeister teil, bevor er 1941 auf Intervention der Stadt Iserlohn unabkömmlich gestellt wurde. In der Nachkriegszeit betrieb Edelhoff weiter den Aufbau eines modernen Betriebshofes.
1952 machte sich Gustav Edelhoff mit seinem Institut für Hygiene in Iserlohn im Bereich der Fäkalienabfuhr selbstständig, nachdem die Stadt nicht mehr bereit war, diese Aufgabe in den umliegenden Gemeinden zu übernehmen. Ein Jahr später wurde die Fäkalienabfuhr durch das Geschäftsfeld der Müllabfuhr ergänzt; Edelhoff kaufte dazu ein FAUN-Rolltrommel-Sammelfahrzeug. 1967 entsorgte das Unternehmen EDELHOFF GmbH den Hausmüll von einer Million Menschen. In der Stadt Letmathe startete die EDELHOFF GmbH 1972 einen Großversuch mit den neuartigen, maßgeblich von Edelhoff mitentwickelten Müllgroßbehältern MGB 240. Damit begann die Erfolgsgeschichte des MGB 240, der heute weltweit verbreitet ist. Einen Monat vor seinem Tod stellte er zusammen mit seinem Sohn das M.S.T.S.-System (multi-service-transportation-system) vor, das wegweisend für die zukünftige Entwicklung der Entsorgungsfahrzeugtechnik sein sollte. Es besteht aus einem speziell konstruierten Sammelfahrzeug-Wechselcontainer zur Aufnahme verdichteten Abfalls, der gefüllt an Sammelplätzen abgestellt wird, so dass das Sammelfahrzeug zurück in das Sammelrevier fahren kann, während mehrere volle Container von größeren Sammelfahrzeugen zur weiteren Verwendung transportiert werden können.

## Verband privater Städtereinigungsbetriebe e.V
Auf Initiative von Gustav Edelhoff wurde am 16. Oktober 1961 in Offenbach der Verband privater Städtereinigungsbetriebe (VPS e.V.) gegründet, der Vorläufer des heutigen Bundesverbandes für Wasserwirtschaft und Entsorgung e.V. (BDE e.V.). Gustav Edelhoff stand dem VPS e.V. zehn Jahre als Präsident vor.

## Auszeichnungen
Gustav Edelhoff erhielt 1976 das Bundesverdienstkreuz 1. Klasse. Aus Anlass seines 80. Geburtstags wurde bei der EDELHOFF GmbH eine zusätzliche betriebliche Altersversorgung eingeführt. Im gleichen Jahr erhielt Gustav Edelhoff die Goldene Ehrennadel der Stadt Iserlohn.